# Mayday Parade

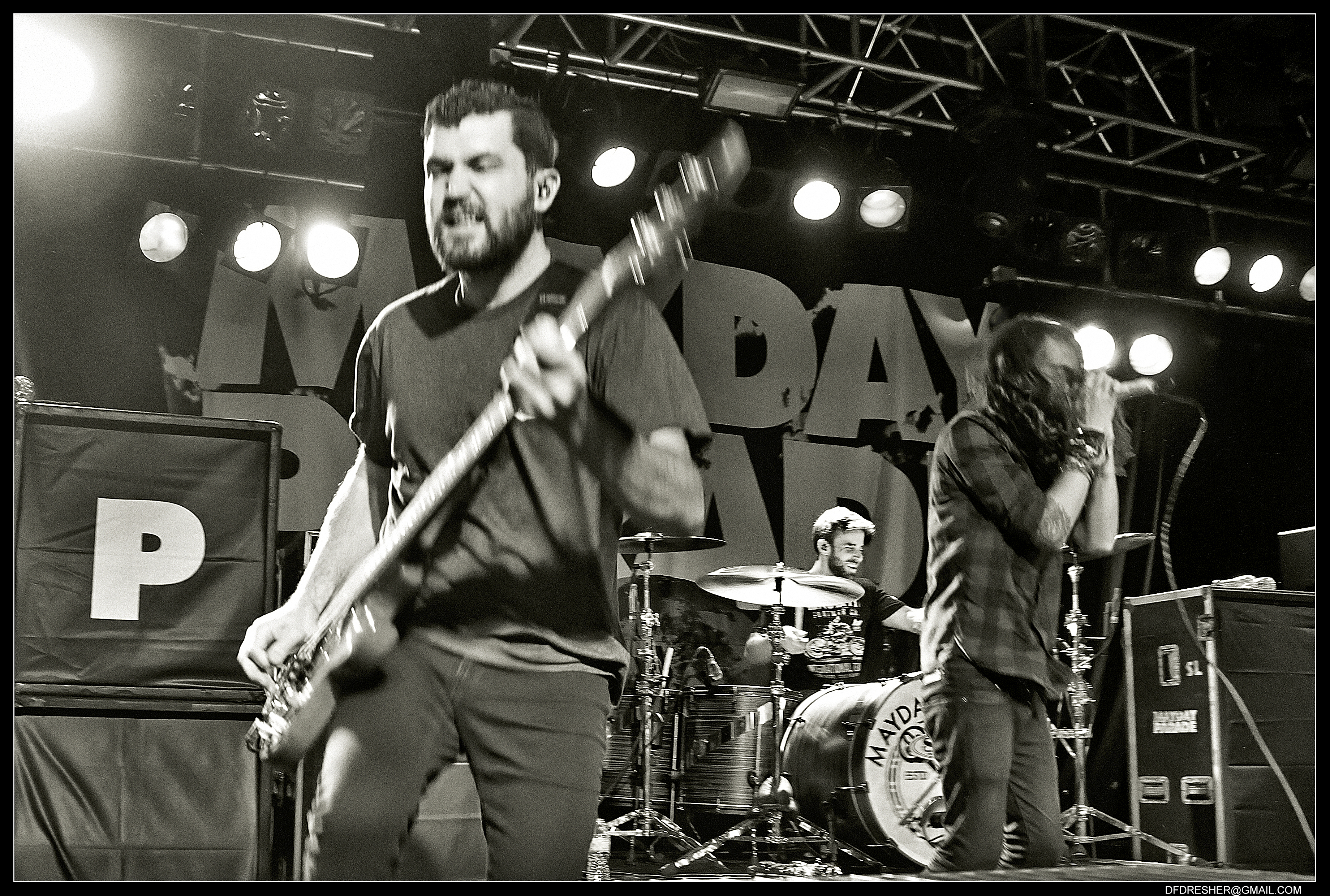
Mayday Parade (2014)

Mayday Parade ist eine im Jahr 2005 gegründete US-amerikanische Rockband aus Tallahassee, Florida. Ihr erstes Album Tales Told by Dead Friends wurde 2006 veröffentlicht und verkaufte über 50.000 Exemplare.

## Bandgeschichte
Mit einem noch unentschlossenen Namen ging die Band ins Studio und nahm ihre erste EP Tales Told by Dead Friends mit dem Produzenten Lee Dyess auf. Während dieser Zeit entschieden die Bandmitglieder sich für den Namen Mayday Parade. Als erstes ging die Band mit Brandston und Mêlée auf US-Tour. Kurz nach dem Release der EP ging sie auf Tour mit den Plain White T’s. Im Januar 2007 startete die Band mit den Aufnahmen zu ihrem ersten Studioalbum A Lesson in Romantics, welches am 10. Juli 2007 veröffentlicht wurde. Kurz nachdem das Album fertiggestellt war, verließ Jason Lancaster die Band aus persönlichen Gründen. Zurzeit spielt er in der Band Go Radio. Mayday Parade trat auf der Vans Warped Tour 2007 auf und tauchte im April 2008 zum ersten Mal in Großbritannien auf den Give it a Name festivals in Sheffield und London auf. Die Band spielte 2008 wieder auf der Vans Warped Tour und tourte mit All Time Low, The Maine und Every Avenue durch die USA. 2009 veröffentlichte die Band ihr erstes Album – Anywhere But Here – ohne Jason Lancaster. Am 8. März 2011 folgte eine neue EP namens Valdosta. Später in diesem Jahr erschien das neue Album, welches denselben Namen wie die Band trägt.
Am 9. Oktober 2015 veröffentlichte die Band ihr fünftes Studioalbum Black Lines, welches die für die Band bisher typischen Pop-Punk-Elemente in den Hintergrund treten lässt und sich mehr in Richtung Alternative Rock entwickelt. Als Produzent war erstmals Mike Sapone (Brand New, Taking Back Sunday) aktiv. 2018 unterzeichnete die Band einen Plattenvertrag mit Rise Records und kündigte ihr sechstes Studioalbum mit dem Titel Sunnyland an.

## Diskografie

### Alben
- 2006: Tales Told by Dead Friends (EP)
- 2007: A Lesson in Romantics (US: Gold)
- 2009: Anywhere But Here
- 2011: Valdosta (EP)
- 2011: Mayday Parade
- 2013: Monsters in the Closet
- 2015: Black Lines
- 2018: Sunnyland

### Singles mit Auszeichnung
- 2005: Miserable at Best (US: Gold)
- 2007: Jamie All Over (US: Platin)